# Firenzes dåbskapel
Firenzes dåbskapel (italiensk: Battistero di San Giovanni), også kendt som Johannes Dåbskapel, er en religiøs bygning i Firenze, Italien. Den har status af en mindre basilika. Det ottekantede dåbskapel står på både Piazza del Duomo og Piazza San Giovanni foran Firenzes Domkirke og Campanile di Giotto.
Dåbskapellet er en af de ældste bygninger i byen. Det blev bygget mellem 1059 og 1128 i den Florentinske Romanske stil. Selv om den florentinske stil ikke spredte sig til hele Italien i samme udstrækning som pisansk romansk stil eller de lombardiske stilarter, har den været afgørende for den efterfølgende udvikling af den arkitektur, som har dannet grundlag for Francesco Talenti, Leon Battista Alberti, Filippo Brunelleschi og andre mesterarkitekter i renæssancearkitekturen. I tilfældet den florentinske romantik kan man tale om "proto-renæssance", men på samme tid som den antikke arkitektoniske traditions afslutning i Italien, som i tilfældene Basilica di San Salvatore i Spoleto, Tempel Clitumnus og kirken Sant Alessandro i Lucca.
Dåbskapellet er kendt for sine tre sæt bronzedøre med reliefskulpturer. Syddørene blev skabt af Andrea Pisano og nord- og østdørene af Lorenzo Ghiberti. Østdørene kopier af Michelangelos Paradisets porte.
Den italienske digter Dante, medlemmer af Medici-familien og mange andre personligheder fra renæssancen, blev døbt i denne kirke.

## Historie

### Tidlig historie
Oprindeligt troede man, at Dåbskapellet var et Romersk tempel dedikeret til Mars, som var det gamle Firenzes beskytter. Kronikøren Giovanni Villani rapporterede denne middelalderlige legende i Nuova Cronica om Firenzes historie i det 14. århundrede. Udgravninger i det tyvende århundrede har vist, at der var en romersk mur fra det første århundrede, der løber gennem piazzaen med Dåbskapellet, som kan have været bygget på resterne af et romersk vagttårn. Det er dog sikkert, at et første ottekantet dåbskapel blev bygget her i slutningen af fjerde eller begyndelsen af det femte århundrede. Det blev erstattet af et andet tidligt dåbskapel i det sjette århundrede. Dets opførsel tilskrives Theodelinda, lombardernes dronning (570-628), til at besegle hendes mand Kong Autharis omvendelse.

### Ottekantet design
Oktagonen har været en fælles form for dåbskapeller lige siden den tidlige kristne tid. Otte er et symbol på regenerering i kristendommen. Den symboliserer de seks dage i skabelsen, hviledagen og en dag for genskabelsen igennem dåbens sakramente. Andre tidlige eksempler er det Lateranske dåbskapel (440), der tjener som en model for andre i hele Italien, Kirken af den Hellige Sergius og Bacchus (527-536) i Konstantinopel og Basilica di San Vitale i Ravenna (548).
Det tidligere dåbskapel var byens anden basilika efter San Lorenzo, uden den nordlige bymur, og var før kirken Santa Reparata. Granitpilastre blev formentlig taget fra det romerske forum, der er placeret på stedet for den nuværende Piazza della Repubblica. På det tidspunkt var dåbskapellet omgivet af en kirkegård med romerske sarkofager, der blev brugt som gravplads af vigtige florentinske familier (nu i Museo dell' opera del Duomo).

### Konstruktion
Det nuværende langt større dåbskapel blev bygget i romansk stil omkring 1059 som et bevis på Firenzes stigende økonomiske og politiske magt. Det blev indviet den 6. november 1059 af den florentinske Pave Nikolaus 2.. Ifølge legenden blev marmoret til bygningen hentet i Fiesole, som blev erobret af Firenze i 1078. Andre dele af marmoret kom fra antikke bygninger. Kapellet blev færdiggjort i 1128.
En ottekantet lanterne blev tilføjet til pavillontaget omkring 1150. Det blev udvidet med en rektangulær indgang, der fører ind i den oprindelige vestlige indgang til bygning i 1202. Der blev i det 15. århundrede tilføjet en apsis af Lorenzo Ghiberti, efter åbningen af den østlige dør, overfor katedralens vestlige dør. På hjørnerne under taget er monstrøse løvehoveder med et menneskeligt hoved under deres kløer. De er tidlige eksempler på Marzocco, de heraldiske florentinske løver (symbolet på Mars, gud for krig og Firenzes oprindelige beskytter), som beskytter en lilje eller iris, symbolet på byens oprindelige kvindelige beskytter (Flora, gudinde for landbrugsjordens frugtbarhed).
Mellem det fjortende og sekstende århundrede blev der tilføjet tre bronzedobbeltdøre med bronze- og marmorstatuer ovenover. Dette giver en indikation af, at dåbskapellet på det tidspunkt var mindst lige så betydningsfuldt som den nærliggende domkirke.

## Det ydre

### Design
Dåbskapellet har otte lige store sider med en rektangulær tilføjelse på den vestlige side. Siderne blev oprindeligt blev bygget i sandsten og er beklædt i geometriske mønstre med farvet marmor, hvid Carrara-marmor med indlæg af grøn Prato-marmor, omarbejdet i romansk stil mellem 1059 og 1128. Pilastrene på hvert hjørne, som oprindeligt var i grå sten, blev dekoreret med hvid og mørk grøn marmor i en zebra-lignende mønster af Arnolfo di Cambio i 1293. Kirkens stil kom til at tjene som en prototype, der påvirkede mange arkitekter, såsom Leone Battista Alberti, i deres design af renæssancekirker i Toscana.
Det ydre er også prydet med en række af kunstnerisk betydelige statuer af Andrea Sansovino (over porten til Paradis), Giovan Francesco Rustici, Vincenzo Danti (over syd-døre) og flere andre.
Udsmykningerne på siderne er arrangeret i grupper af tre, der starter med tre forskellige horisontale afsnit. Den midterste del har tre blinde buer på hver side. Hver bue indeholder et vindue. Disse har skiftevis spidse og halvrunde tympani. Under hvert vindue er en stiliseret bue. I der øverste stern er der tre små vinduer, hver i centrum blok af en tre-panel design.
Apsis var oprindeligt halvrund, men det blev gjort rektangulært i 1202.

### Dåbskapellets døre

#### Andrea Pisano
Som anbefalet af Giotto blev Andrea Pisano tildelt opgaven med at designe det første sæt af døre i 1329. De sydlige døre blev oprindeligt installeret på den østlige side, overfor domkirken, og blev overført til deres nuværende placering i 1452. Bronzestøbning og forgyldning var udført af den venetianske smed Leonardo d'Avanzo, der var kendt som en af de bedste bronzesmede i Europa. Det tog seks år før dørene blev færdige i 1336. Disse proto-renæssancedøre består af 28 quatrefoil-paneler med tyve toppaneler, der skildrer scener fra Johannes Døberens liv. De otte nederste paneler skildrer de otte dyder, håb, tro, kærlighed, ydmyghed, mod, mådehold, retfærdighed og klogskab. Der støbte relieffer i dørpanelet blev tilføjet af Lorenzo Ghiberti i 1452. Der er en latinsk indskrift på toppen af døren: "Andreas Ugolini Nini de Pisis me fecit A. D. MCCCXXX" (Andrea Pisano lavede mig i 1330).
Gruppen af bronzestatuer over porten skildrer Halshugningen af Johannes Døberen. Det er et mesterværk af Vincenzo Danti fra 1571.

#### Lorenzo Ghiberti
I 1401 blev der annonceret en konkurrence af Arte di Calimala (Klædeimportørernes lav) om at designe de døre, der i sidste ende blev placeret på den nordlige side af dåbskapellet. (Disse døres oprindelige placering var på den østlige side af dåbskapellet, men dørene blev flyttet til den nordlige side af dåbskapellet, efter at Ghiberti have afsluttet sin anden kommissionen. Dørene kaldes Paradisets Porte.)
Norddørene tjente som et takoffer for at fejre Firenze redning fra den sorte død i 1348. Mange kunstnere konkurrerede om opgaven, og en jury udvalgt syv semifinalister. Finalisterne omfattede Lorenzo Ghiberti, Filippo Brunelleschi, Donatello og Jacopo della Quercia, med 21-årige Ghiberti som vinder af konkurrence. På afgørelsestidspunktet var kun Ghiberti og Brunelleschi finalister. Dommerne kunne ikke blive enige, så de fik opgaven i fællesskab. Brunelleschis stolthed kom i vejen, så han tog til Rom for at studere arkitektur og overlod arbejdet med dørene til Ghiberti. Ghiberti hævdede i sin selvbiografi, at han havde vundet "uden en eneste afvigende stemme." Det oprindelige design af Ofringen af Isak af Ghiberti og Brunelleschi er udstillet i museet på Bargello.
Det tog Ghiberti 21 år at færdiggøre dørene. De forgyldte bronzedøre består af 28 paneler, med 20 paneler, der skildrer Kristi liv fra Det Nye Testamente. De otte nederste paneler viser de fire evangelister og kirkefædrene Sankt Ambrosius, Sankt Hieronymus, Pave Gregor 1. og Sankt Augustin. Panelerne er omgivet af en ramme af løv i dørrammen og forgyldte buster af profeter og sibyller på kryds af panelerne. De var oprindeligt indsat på den østlige side, i stedet for Pisanos døre, men senere flyttet til den nordlige side. De er beskrevet af kunsthistorikeren Antonio Paolucci som "den vigtigste begivenhed i historien for Florentinske kunst i den første fjerdedel af det 15. århundrede".
Bronzestatuerne over den nordlige port skildrer Johannes Døberens prædiker for en farisæer og saddukæer. De var lavet af Francesco Rustici og er overlegen i forhold til enhver skulptur, som han har lavet før disse. Rustici kan have fået hjælp til hans design af Leonardo da Vinci, der hjalp ham i valget af værktøj.
Ghiberti var nu bredt anerkendt som en berømthed, og den ypperste kunstner på dette område. Han blev overøst med opgaver, selv fra paven. I 1425 han fik en ny opgave med dørene i østsiden af dåbskapellet. Han og hans værksted (herunder Michelozzo og Benozzo Gozzoli) sled i 27 år og overgik sig selv. Disse døre havde ti paneler med scener fra Det Gamle Testamente og blev igen monteret på den østlige side. Panelerne er store rektangler og er ikke længere indlejret i den traditionelle gotiske quatrefoil, som i de foregående døre. Ghiberti brugte de nyligt opdagede principper for perspektiv til at give dybde til sine kompositioner. Hvert panel viser mere end én episode. I "Historien om Josef" er portrætteret den beretningerne Josef smidt i brønden af hans brødre, Josef solgt til købmænd, Købmændene overgiver Josef til farao, Josefs fortolkning af faraos drøm, Farao hylder Josef, Jakob sender sine sønner til Ægypten og Josef genkender sine brødre og vender hjem. Ifølge Vasaris biografi Liv var dette panel det sværeste og også den smukkeste at lave. Figurerne er fordelt i meget lavt relief i perspektiv (en teknik der blev opfundet af Donatello og kaldet rilievo schiacciato, som bogstaveligt betyder "udfladet relief"). Ghiberti brugte forskellige skulpturelle teknikker, fra indridsede linjer til næsten fritstående figurer inden i de paneler, der yderligere forstærker rumfornemmelsen.
Panelerne er inkluderet i en rigt dekoreret og forgyldt ramme med blade og frugter, samt mange statuetter af profeter og 24 buster. De to centrale buster er portrætter af kunstneren og hans far Bartolomeo Ghiberti.
Selv om den overordnede kvalitet af den støbning er udsøgt, er der nogle fejl. For eksempel i panel 15 i norddørene (Flagellation) er støbningen af den anden kolonne i den forreste række fejlagtigt blevet lagt over en arm, så en af flagellanterne ser ud som fanget i sten med sin hånd stikkende ud af stenen.
Michelangelo mente, at disse døre passer som Paradisets Porte (italiensk Porte del Paradiso), og de bliver stadig omtalt med dette navn. Giorgio Vasari beskrev dem et århundrede senere som "unægtelig perfekt på enhver måde og må rangere som den fineste mesterværk, der nogensinde er lavet". Ghiberti selv sagde, at de var "det mest enestående arbejde, som jeg nogensinde har lavet".

#### Bevaring af original kunst
"Paradisets Porte" i Dåbskapellet er en kopi. Originalerne blev udskiftet i 1990 for at bevare de paneler, der efter mere end fem hundrede års eksponering havde fået skader og for at beskytte de oprindelige paneler for fremtiden. Paneler er ved at blive restaureret og holdt i et tørt miljø i Duomos museum Museo dell'Opera del Duomo. Nogle af de originale paneler er udstillet på museet. Den resterende del af de oprindelige paneler er ved at blive restaureret og renses ved hjælp af lasere i stedet for potentielt skadelige kemiske bade. De tre originale paneler har været på en USA-turné i 2007-2008, og derefter blev de genforenet i en ramme og hermetisk forseglet med den hensigt at blive vist samlet. En af de få kopier, der er fremstillet i 1940'erne, findes i Grace Cathedral i San Francisco. Kopier af dørene findes også i Kazan-katedralen i Sankt Petersborg, Rusland og fra 2017 i Nelson-Atkins Museum of Art i Kansas City, Missouri.

#### Andre bidragydere
De to porfyrsøjler på hver side af Paradisporten blev stjålet af pisanerne på Mallorca og givet til florentinere i 1114 i taknemmelighed over at have beskyttet Pisa mod Lucca, mens Pisas flåde var ved at erobre Mallorca.
Paradisporten er omgivet af (en kopi af) en gruppe af statuer som viser Kristi Dåb af Andrea Sansovino. Originalerne er i Museo dell ' opera del Duomo. Han rejste derefter til Rom for at arbejde på en ny opgave. Han efterlod statuerne ufærdige. Arbejde på disse statuer blev fortsat meget senere i 1569 af Vincenzo Danti, en billedhugger af Michelangeloskolen. Ved hans død i 1576 gruppen var næsten færdig. Gruppen blev endeligt afsluttet med tilføjelsen af en engel af Innocenzo Spinazzi i 1792.

### Paneler
|  |  |  |

### Billeder fra dørene
Udsnit in situ
- Paradisportene, Selvportræt af kunstneren
- Paradisportene, Historien om Josef
- Paradisportene, Historien om Abraham
- Paradisportene, Historien om Adam og Eva

En kopi af Paradisets porte i Harris Museum, Preston, ENGLAND

## Indretning
Det indre er temmelig mørkt. Bygningen er opdelt i en nedre del med søjler og pilastre og en øvre del med en gangbro. Florentinerne sparede ikke på noget ved udsmykningen af dåbskapellet. De indvendige vægge er klædt i mørk grøn og hvid marmor med indlagte geometriske mønstre. Nicherne adskilles af monolitiske søjler af sardisk granit. Marmorbeklædningen af bygningen blev påbegyndt i anden halvdel af det ellevte århundrede.
Bygningen indeholder det monumentale gravmæle for modpave Johannes 23. af Donatello og Michelozzo Michelozzi. En forgyldt statue, med ansigtet vendt mod beskueren, hviler på et dødsleje støttet af to løver under en baldakin af forgyldt draperi. Han havde testamenteret flere relikvier og hans store rigdomme til dette dåbskapel.
Mosaikgulvet blev påbegyndt i 1209. De geometriske mønstre i gulvet er komplekse. Nogle viser orientalske stjernetegn såsom flisen for astrologen Strozzo Strozzi. Der var en ottekantet døbefont, hvoraf aftrykket stadig er synligt i midten af gulvet. Denne font blev opsat i 1128. Den stod oprindeligt i kirken Santa Reparata. Dante siges at have knust et af de lavere bassiner, da han forsøgte at redde et barn fra at drukne. Fonten blev fjernet i 1571 på ordrer fra storhertug Francesco i de Medici. Den nuværende og meget mindre ottekantede font står i nærheden af den sydlige indgang. Det blev opstillet i 1658, men er formentlig meget ældre. Reliefferne er tilskrevet Andrea Pisano eller hans skole.

## Mosaikloftet
Dåbskapellet er kronet med et storslået mosaikloft. Det blev skabt i løbet af et århundrede i flere forskellige faser. De ældste dele er den øverste zone af kuplen med det hierarki af engle (2,3), Dommedag på de tre vestlige dele af kuplen (1) og mosaikken over det rektangulære kapel på den vestlige side. En indskrift i denne mosaik daterer påbegyndelsen af arbejdet og kunstnerens navn. I henhold til denne indskrift blev arbejdet påbegyndt i 1225 af franciskanermunken Jacobus. Kunstneren blev tidligere fejlagtigt identificeret med den romerske mosaikkunstner Jacopo Torriti, som var aktive omkring 1300. I overensstemmelse med hans stil var Jacobus uddannet i Venedig og stærkt påvirket af den byzantinske kunst i begyndelsen til midten af trettende århundrede. Da indskriften også bærer navnet Frederik 2., må indskriften og færdiggørelsen af den første fase af mosaikkerne falde inden for det florentinske styres ghibellinske fase mellem 1238 og 1250.
"Dommedag", skabt af Jacobus og hans værksted, var det største og vigtigste åndelige billede i dåbskapellet. Det viser en gigantisk majestætisk Kristus og englene med redskaberne fra Kristi lidelse på hver side (tidligere tilskrevet maleren Coppo di Marcovaldo), de frelstes belønning når de forlader deres grav i glæde (ved Kristi højre hånd), og de fordømtes straf (ved Kristi venstre hånd). Denne sidste del er især berømt: De fordømte bliver brændt af ild, stegt på spid, knust med sten, bidt af slanger, gnavet og tygget af fæle bæster.
Andre scener på de nedre zoner af de fem østlige dele af kuplen skildrer forskellige historier. Startende fra toppen: Historier fra Første Mosebog, historier om Josef, historier om Maria og Kristus og endelig i de nederste lag: historier om Johannes Døberen, kirkens skytshelgen. I alt tres billeder tilføjet i det sidste årti af det trettende århundrede. De vigtigste kunstnere var Corso di Buono og Cimabue. Det er den vigtigste fortællingscyklus i florentinsk kunst før Giotto.
I tromlen under kuplen er mange af profeternes hoveder afbilledet. Nogle af kapellerne i galleriet har også mosaikker. Disse dele blev udført omkring 1330 af mosaikkunstnere fra Siena.

## Eksterne referencer
- Interne virtuel tour
- Gates of Paradise roll-over visuel reference, med identifikationer og detaljer Arkiveret 25. marts 2012 hos  Wayback Machine
- Ture i Firenze Arkiveret 24. november 2010 hos  Wayback Machine
- Firenze art guide Arkiveret 5. juni 2009 hos  Wayback Machine
- Museer i Firenze - Firenzes dåbskapel Arkiveret 23. juli 2019 hos  Wayback Machine

43°46′23″N 11°15′18″Ø / 43.77306°N 11.25500°Ø